# Gornogomphodon caffii
Gornogomphodon caffii è un vertebrato estinto, appartenente ai terapsidi. Visse nel Triassico superiore (Carnico, circa 225 - 217 milioni di anni fa) e i suoi resti fossili sono stati ritrovati in Italia. 

## Descrizione
Tutto ciò che si conosce di questo animale è il frammento di una mascella con tre denti. La morfologia dei denti, allungati trasversalmente, suggerisce che questi erano denti postcanini della mascella superiore destra. L'animale a cui appartenevano era probabilmente un gonfodonte (ovvero un terapside erbivoro derivato), che probabilmente non superava i 40 centimetri di lunghezza.

## Classificazione
Gornogomphodon caffii è stato descritto per la prima volta nel 2009, e il fossile su cui è basata la specie proviene dalla formazione di Gorno, più precisamente dalla località di Zambla Alta del comune di Oltre il Colle, nella provincia di Bergamo (Italia). La frammentarietà del fossile e la località dove venne ritrovato (la formazione di Gorno era un tempo sede di basse lagune) condusse a un'iniziale confusione circa l'identità del fossile. Fu infatti proposto che il frammento appartenesse a un pesce picnodonte, ma successivi studi resero implausibile questa ipotesi. La morfologia generale dei denti suggerisce che appartenessero a un gonfodonte, ovvero un cinodonte erbivoro, distinto tuttavia da forme note come i diademodontidi, i traversodontidi e i triracodontidi.

## Significato del nome
Il nome generico Gornogomphodon si riferisce alla formazione di Gorno (letteralmente significa "gonfodonte di Gorno"), mentre l'epiteto specifico è in onore di Enrico Caffi, il primo direttore del Museo di Scienze Naturali E. Caffi di Bergamo, presso il quale il fossile è stato studiato e dove è attualmente conservato.